# Mega party mix - Volume 1
Mega party mix - Volume 1 - Greatest hits in the mix! - Editions 2005-2010 is de eerste verzamel-cd van de Toppers. De dubbel-cd bevat een selectie van de nummers uit de eerst zes edities van Toppers in concert.

## Inhoud
De Toppers begonnen als Toppers in concert op 13 en 14 mei 2005 met twee concerten in de ArenA. Ze keerden met Toppers in concert 2006 terug naar de ArenA, ditmaal met gastartiesten. Toppers in concert 2007 bestond uit zes concerten. Toppers in concert 2008 was het laatste jaar in de samenstelling Gerard Joling, René Froger en Gordon Heuckeroth. Toppers in concert 2009 bestond uit Gordon, Froger en Jeroen van der Boom, die samen meededen aan het Eurovisiesongfestival 2009. In datzelfde jaar hielden ze twee concerten. Voor Toppers in concert 2010 en Toppers in concert 2011 keerden Gordon en Joling terug in de formatie en gingen ze verder als kwartet.

## Tracklist

### Deel 1 - cd 1
1. Mega Party Mix Ouverture
2. Let Me Entertain You
3. Simply the Best
4. The Final Countdown
5. Cold As Ice
6. We Will Rock You
7. Ik krijg een heel apart gevoel van binnen
8. Jouw hart is als chocolade
9. C'est la vie
10. Bij ons in de Jordaan
11. Wat zou je doen
12. Hou me vast
13. Thunder in My Heart
14. I'm So Exited
15. Vrijgezel
16. De woonboot
17. De glimlach van een kind
18. Father and Friend
19. You to Me Are Everything
20. Kung Fu Fighting
21. Dance across the floor
22. Greatest Love of All
23. Gimme! Gimme! Gimme! (A Man After Midnight)
24. Why Tell My Why
25. Manuela
26. Mooie meisjes blijven nooit zo lang alleen
27. Het kleine café aan de haven
28. Vogeltje wat zing je vroeg
29. Rosanne
30. Omdat ik zoveel van je hou
31. Caminando
32. La bamba
33. Uno dos tres
34. Disco Inferno
35. Dancing on the Ceiling
36. It's Raining Men
37. Nobody Else
38. It's a Beautiful Day
39. Volare
40. Buona sera

### Deel 1 - cd 2
1. Mega Party Mix Ouverture
2. Everybody
3. Jij bent zo
4. Dromen zijn bedrog
5. Het is nog niet voorbij
6. Hey Baby
7. Alles kan een mens gelukkig maken
8. Just Say Hello!
9. Ik bel je zo maar even op
10. (Is This the Way to) Amarillo
11. Hallelujah
12. Oh Happy Day
13. Country Roads
14. Vriendschap
15. Een wereld
16. Enough Is Enough
17. Chain Reaction
18. Ik leef niet meer voor jou
19. De heilsoldaat
20. In de haven klinkt een lied
21. Keetje Tippel
22. Geef mij maar Amsterdam
23. Zo is de Jordaan
24. Een pikketanussie
25. Daar mag je alleen maar naar kijken
26. Zo mogen ze van me zeggen wat ze willen
27. Heb je even voor mij
28. Maak me gek
29. Last Dance
30. Ich bin wie du
31. Shine
32. I Gotta Feeling
33. Heaven
34. Mexico
35. America
36. This Land Is Your Land
37. Vrij met mij
38. Per spoor
39. Blij dat ik je niet vergeten ben
40. Over de top

## Hitnotering

### NederlandseAlbum Top 100
| Hitnotering: 28-05-2011 t/m 20-08-2011 | Hitnotering: 28-05-2011 t/m 20-08-2011 | Hitnotering: 28-05-2011 t/m 20-08-2011 | Hitnotering: 28-05-2011 t/m 20-08-2011 | Hitnotering: 28-05-2011 t/m 20-08-2011 | Hitnotering: 28-05-2011 t/m 20-08-2011 | Hitnotering: 28-05-2011 t/m 20-08-2011 | Hitnotering: 28-05-2011 t/m 20-08-2011 | Hitnotering: 28-05-2011 t/m 20-08-2011 | Hitnotering: 28-05-2011 t/m 20-08-2011 | Hitnotering: 28-05-2011 t/m 20-08-2011 | Hitnotering: 28-05-2011 t/m 20-08-2011 | Hitnotering: 28-05-2011 t/m 20-08-2011 | Hitnotering: 28-05-2011 t/m 20-08-2011 | Hitnotering: 28-05-2011 t/m 20-08-2011 |
| Week:                                  | 1                                      | 2                                      | 3                                      | 4                                      | 5                                      | 6                                      | 7                                      | 8                                      | 9                                      | 10                                     | 11                                     | 12                                     | 13                                     |                                        |
| -------------------------------------- | -------------------------------------- | -------------------------------------- | -------------------------------------- | -------------------------------------- | -------------------------------------- | -------------------------------------- | -------------------------------------- | -------------------------------------- | -------------------------------------- | -------------------------------------- | -------------------------------------- | -------------------------------------- | -------------------------------------- | -------------------------------------- |
| Positie:                               | 16                                     | 7                                      | 15                                     | 24                                     | 40                                     | 41                                     | 36                                     | 48                                     | 53                                     | 59                                     | 73                                     | 72                                     | 81                                     | uit                                    |